# Antonin Reschal
Antonin Reschal (de son vrai nom Charles Eugène Marius Antonin Arnaud), né le 12 mai 1874 à Pont-Saint-Esprit et mort le 29 septembre 1935 à Perpignan, est un écrivain, un homme de presse et un éditeur-imprimeur français.

## Biographie
Antonin Reschal fut de 1895 à 1915 un littérateur français en vue. Après des tentatives dans l'édition et la publication de journaux, avec entre autres l'hebdomadaire Le Petit Illustré amusant qui sera revendu à Arthème Fayard, il passe chez Albin Michel qui va éditer ses romans. Ceux-ci ont des thèmes variés, de l'érotisme de l'époque pour la trilogie de L’Ève moderne, qui comprend Pierrette en pension, Pierrette s'amuse et Pierrette amoureuse, à l'aventure policière avec le personnage de Maud, la femme du monde cambrioleuse « mariée à l'ennuyeux comte de Fréjeville [et qui], sous la coupe de son amant [...] va commettre des actes criminels jusqu'au jour où elle est démasquée par un journaliste », ou encore l'héroïne du roman La Femme volante (1911), en passant par le pur genre policier dans les nouvelles mettant en scène Miss Boston, la femme détective qui arrête l'assassin de Sherlock Holmes dans sa toute première aventure.
Dès 1913, il se lance dans la publication de lithographies et de cartes postales de « petites femmes ». Ses illustrateurs ont pour nom Raphael Kirchner, Léo Fontan, Suzanne Meunier, Gerda Wegener, Édouard-Alexandre Bernard... Sa maison d'édition est la « Librairie de l'estampe » qu'il a rachetée en octobre 1914 (à Schwarz, le fondateur de l'Assiette au beurre ? c'est une hypothèse). Durant toute la guerre, il imprime et livre aux marraines des armées des dizaines de milliers de cartes postales destinées au réconfort moral des Poilus.
Mais il connaît des revers de fortune et finit par se réfugier avec sa compagne en province, où il termine ses jours en tant que restaurateur.

## Œuvres

### Romans

#### TrilogieL'Ève moderne
- Pierrette en pension (1904)
- Pierrette s'amuse (1906)
- Pierrette amoureuse (1908)

#### SérieMaud
- Maud, femme du monde cambrioleuse (1909)
- Les Derniers Exploits de Maud (1910)

#### Autres romans
- Une inassouvie (1897)
- Désirs pervers (1901)
- Le Journal d'un amant (1902)
- La Femme volante (1911)
- Les Curiosités de Lily (1914)

### Nouvelles

#### SérieMiss Boston, la seule détective-femme du monde entier

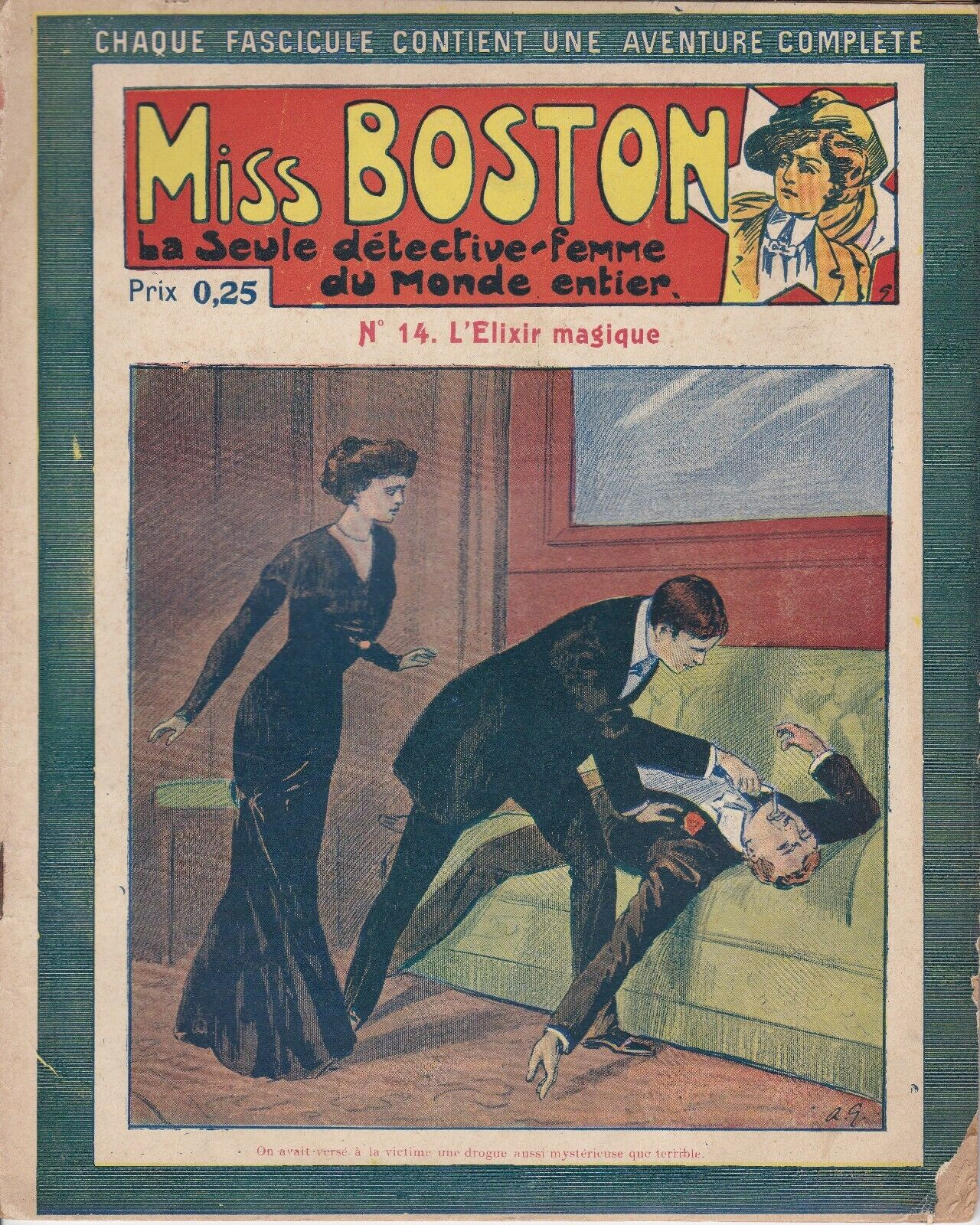
Couverture illustrée de L'Élixir magique, fascicule no 4 de la série Miss Boston.

1. L'Assassinat du plus célèbre des détectives (1910)
2. La Bande des cravates vertes (1910)
3. Les Cadavres aux masques de cire (1910)
4. L'Aéroplane mystérieux (1910)
5. Le Ressuscité du cimetière de Cleveland (1910)
6. Le Roi des faussaires (1910)
7. Les Secrets de l'hypnotisme (1910)
8. Vingt-cinq cadavres ! (1910)
9. Le Drame de l'express de Chicago (1910)
10. Les Souterrains maudits de Clifford (1910)
11. La Revanche de la détective (1910)
12. L'Homme invisible (1910), aussi titré La Bande aux cent mille bras
13. La Poignée de main infernale (1910), aussi titré La Rentrée en scène de Teddy
14. La Femme aux yeux verts (1910)
15. L'Elixir magique (1910)
16. Haine de femme (1910), aussi titré La Capture de l'homme invisible
17. Le Meurtre de Grosvenor Plage (1910)
18. La Main coupée (1910)
19. Le Rapide de l'Arizona (1910)
20. Les Têtes embaumées de Chicago (1910)
21. L'Association des Riffleurs (1910), aussi titré La Mort de l'inspecteur Sokes

## Sources
: document utilisé comme source pour la rédaction de cet article.
- Claude Mesplède (dir.), Dictionnaire des littératures policières, vol. 2 : J - Z, Nantes, Joseph K, coll. « Temps noir », 2007, 1086 p. (ISBN 978-2-910686-45-1, OCLC 315873361), p. 643-644.